# Chayang
Chayang (kinesiska: 茶阳) är en köping i sydöstra Kina. Den ligger i Dabu härad i staden Meizhou i provinsen Guangdong, omkring 380 kilometer nordost om provinshuvudstaden Guangzhou. Antalet invånare är 33 650. Befolkningen består av 16 809 kvinnor och 16 841 män. Barn under 15 år utgör 21,0 %, vuxna 15-64 år 64 %, och äldre över 65 år 13,0 %.